# Duplicadora al alcohol

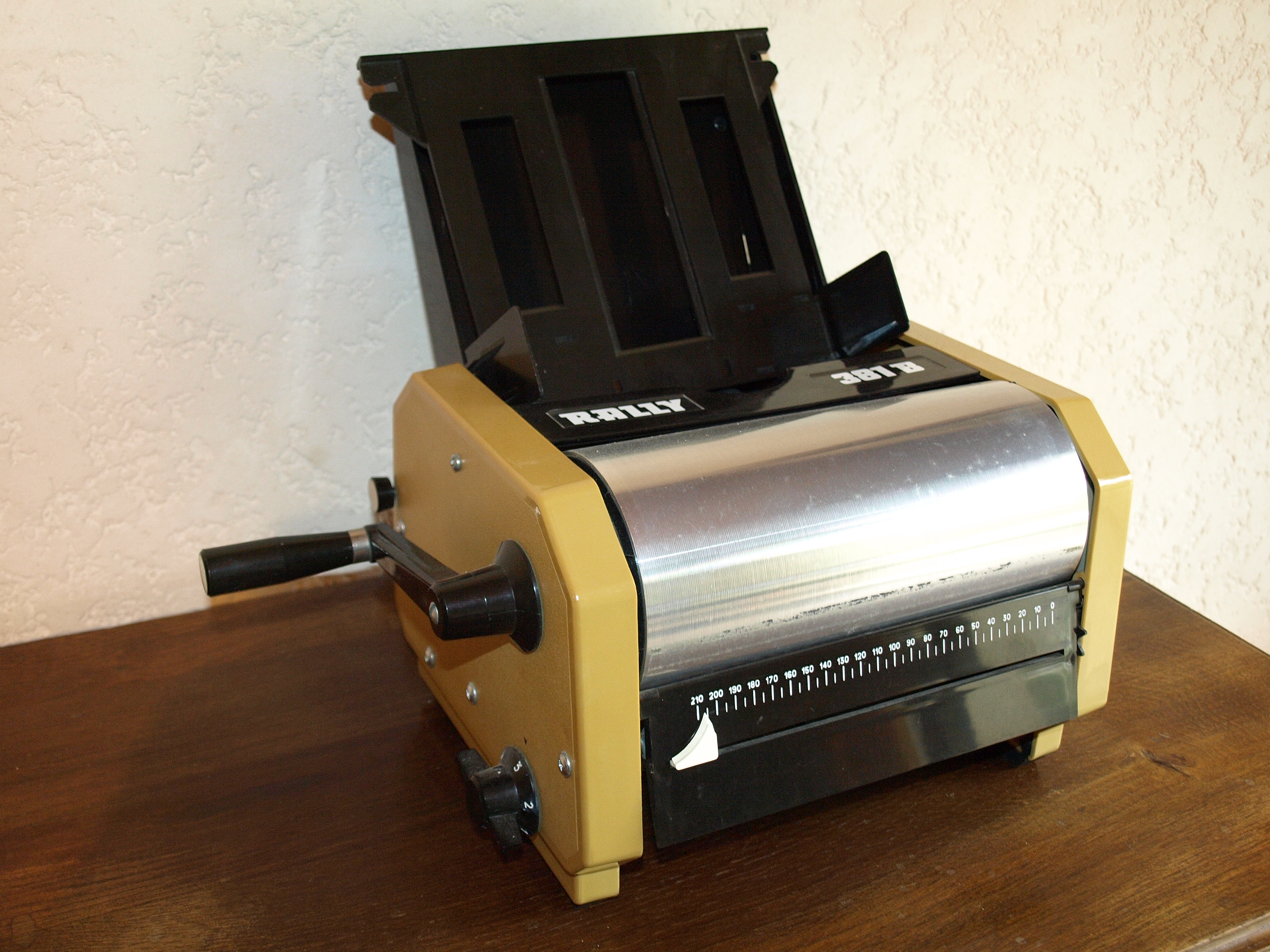
Máquina duplicadora al alcohol.

La duplicación al alcohol es un método de reproducción de documentos por transferencia de tinta a través de una solución base de alcohol. El aparato que utiliza este método se llama duplicadora al alcohol o copiadora al alcohol. No hay que confundir este término con el que define un proceso diferente (aunque bastante parecido) también muy utilizado: el mimeógrafo o ciclostil.
Este proceso se volvió obsoleto para la reproducción en papel con la generalización de las fotocopias y la informatización de los procesos, aunque el papel carbón hectográfico todavía se utiliza -sin la prensa rotativa-, para reproducir un dibujo en la piel antes de hacer un tatuaje.

## Historia
La técnica de duplicación al alcohol se inspira en el hectógrafo, procedimiento en el que un área de gelatina sirve de soporte adherente para la tinta.
En 1923, Wilhelm Ritzerfeld, creador de la empresa alemana Ormig, tuvo la idea de utilizar papel encerado como soporte adherente para la tinta.

## Proceso
Se utilizan tres hojas superpuestas: una hoja blanca clásica, una hoja de parafina y una hoja de papel carbón llamado hectográfico. Cuando el usuario presiona a través de un bolígrafo, un rotulador de punta dura o una máquina de escribir en la hoja clásica, el papel carbón establece una capa de tinta en la parte posterior del papel encerado. A medida que se va escribiendo la redacción del original se genera un negativo sobre la hoja de parafina.
La lámina encerada donde se encuentra el negativo se coloca entonces en una prensa rotatoria. Una solución alcohólica diluye ligeramente la tinta del negativo a fin de depositarlo en una nueva hoja para cada rotación de la prensa. La cantidad de tinta está limitada a la depositada inicialmente en el papel encerado, por ello el número de copias rara vez puede superar los 200 ejemplares y la impresión es de bajo contraste.